# Key Tronic
Key Tronic es un fabricante de hardware que empezó su actividad en 1969. Su principal actividad es la fabricación de teclados, ratones y otros dispositivos de entrada. Está considerada como uno de los fabricantes pioneros en el diseño del teclado ergonómico. Fabrica en varios países, tales como: EE. UU., México, China e Irlanda.
La mayoría de sus teclados están basados en el microcontrolador 8048, para comunicarse con el ordenador, pero, más tarde, comenzaron a usar su propio microcontrolador, basado en el 8048.